# Jan Schöppner
Jan Schöppner (* 12. června 1999) je německý profesionální fotbalista, který hraje na pozici středního záložníka za klub 1. FC Heidenheim.

## Kariéra
Schöppner se připojil ke klubu 1. FC Heidenheim v srpnu 2020, kdy přestoupil z SC Verl. Svůj profesionální debut za Heidenheim si odbyl 13. září 2020 v prvním kole DFB-Pokalu 2020/21, kdy nastoupil v zápase proti týmu Wehen Wiesbaden ze 3. Ligy, než byl v 57. minutě vystřídán Jonasem Föhrenbachem. Venkovní zápas skončil porážkou 1:0. Dne 7. listopadu 2024 Schöppner vstřelil gól v zápase Konferenční ligy UEFA, kdy Heidenheim vyhrál 2:0 nad Heart of Midlothian.

## Statistiky

### Klubové
Platí k zápasu hranému 17. května 2025.
| Klub              | Sezóna            | Liga              | Liga   | Liga | Národní pohár | Národní pohár | Kontinentální | Kontinentální | Ostatní | Ostatní | Celkově | Celkově |
| Klub              | Sezóna            | Soutěž            | Zápasy | Góly | Zápasy        | Góly          | Zápasy        | Góly          | Zápasy  | Góly    | Zápasy  | Góly    |
| ----------------- | ----------------- | ----------------- | ------ | ---- | ------------- | ------------- | ------------- | ------------- | ------- | ------- | ------- | ------- |
| SC Verl           | 2017/18           | Regionalliga West | 0      | 0    | 0             | 0             | —             | —             | 0       | 0       | 0       | 0       |
| SC Verl           | 2018/19           | Regionalliga West | 13     | 1    | 0             | 0             | —             | —             | 2       | 0       | 15      | 1       |
| SC Verl           | 2019/20           | Regionalliga West | 23     | 7    | 3             | 0             | —             | —             | 3       | 0       | 29      | 7       |
| SC Verl           | Celkově           | Celkově           | 36     | 8    | 3             | 0             | —             | —             | 5       | 0       | 44      | 8       |
| 1. FC Heidenheim  | 2020/21           | 2. Bundesliga     | 22     | 0    | 1             | 0             | —             | —             | —       | —       | 23      | 0       |
| 1. FC Heidenheim  | 2021/22           | 2. Bundesliga     | 32     | 1    | 1             | 0             | —             | —             | —       | —       | 33      | 1       |
| 1. FC Heidenheim  | 2022/23           | 2. Bundesliga     | 27     | 1    | 1             | 0             | —             | —             | —       | —       | 28      | 1       |
| 1. FC Heidenheim  | 2023/24           | Bundesliga        | 26     | 2    | 1             | 0             | —             | —             | —       | —       | 27      | 1       |
| 1. FC Heidenheim  | 2024/25           | Bundesliga        | 33     | 4    | 0             | 0             | 9             | 1             | —       | —       | 42      | 5       |
| 1. FC Heidenheim  | Celkově           | Celkově           | 140    | 8    | 4             | 0             | 9             | 1             | 0       | 0       | 153     | 9       |
| Celkově v kariéře | Celkově v kariéře | Celkově v kariéře | 174    | 15   | 7             | 0             | 9             | 1             | 5       | 0       | 197     | 16      |

## Úspěchy

#### 1. FC Heidenheim
- 2. Bundesliga: 2022/23